# Oh, poveri noi! - Tutti a casa Kawai
Oh, poveri noi! - Tutti a casa Kawai (僕らはみんな河合荘?, Bokura wa minna Kawai-sō, lett. "Stiamo tutti al dormitorio Kawai" o "Siamo tutti pietosi") è un manga scritto e disegnato da Ruri Miyahara, serializzato sulla rivista Young King OURs di Shōnen Gahōsha dal 30 aprile 2010 al 28 dicembre 2017. Un adattamento anime, prodotto da Brain's Base, è stato trasmesso in Giappone tra il 3 aprile e il 19 giugno 2014. In Italia i diritti del manga sono stati acquistati da Flashbook.

## Trama
Grazie al trasferimento di lavoro dei suoi genitori, Kazunari Usa, al primo anno di liceo, riesce finalmente a ottenere un appartamento tutto per sé all'interno della pensione Kawai. In questo stesso posto vive la ragazza dei suoi sogni Ritsu Kawai, liceale al secondo anno e nipote dell'amministratrice Sumiko. Oltre a Ritsu, però, hanno alloggio tre elementi "particolari": il masochista Shirosaki, l'impiegata sfortunata in amore Mayumi Nishikino e la studentessa universitaria dalla lingua biforcuta Sayaka Watanabe. Proprio per via di questi ultimi personaggi, ogni giorno sarà per Kazunari un'avventura.

## Personaggi

### Dormitorio Kawai

I personaggi principali (da sinistra verso destra): Mayumi, Sayaka, Ritsu, Kazunari e Shirosaki

Kazunari Usa (宇佐 和成?, Usa Kazunari)
Doppiato da: Yūichi Iguchi
Uno studente diventato da poco liceale. Ha fatto un patto con i suoi genitori per andarsene da casa in un posto scelto da loro. Inizialmente odia vivere al dormitorio Kawai, ma col passare del tempo si adatta ai suoi problematici coinquilini. Sin da quando vede Ritsu nella biblioteca della scuola, la ritiene la sua ragazza ideale. Quando la ritrova nella pensione nella quale dovrebbe andare a vivere, pensa subito ad un colpo di fortuna immenso, pur ignorando il carattere poco estroverso ed incline alla socializzazione della ragazza.
Ritsu Kawai (河合 律?, Kawai Ritsu)
Doppiata da: Kana Hanazawa
Una ragazza tranquilla che frequenta il secondo anno della scuola di Kazunari. Le piace molto leggere, in particolare libri di un certo livello e poter parlare delle sue letture la rende felice. Il suo carattere molto introverso la porta a rimanere pressoché inespressiva per la maggior parte del tempo, il che porterà non pochi problemi ad Usa (anche se talvolta potrà essere motivo di vicinanza tra i due). I rari momenti di sfogo dimostrano una Ritsu molto sensibile, che può anche rivelarsi estremamente adorabile e premurosa, soprattutto nei confronti del ragazzo. Le piacciono molto le divise, in particolare quella da garzone che indosserà Usa. Il suo comportamento inizialmente freddo, nei confronti di tutti, andrà affievolendosi durante la storia, fino a sfociare in un interesse non preciso per Usa.
Shirosaki (城崎?)
Doppiato da: Go Shinomiya
Il compagno di stanza di Kazunari. È un disoccupato pervertito e masochista, che spesso chiede agli altri membri della pensione di essere maltrattato. Nonostante ciò, rimane completamente innocuo, anche a detta di Sumiko.
Mayumi Nishikino (錦野 麻弓?, Nishikino Mayumi)
Doppiata da: Rina Satō
Un'impiegata alla ricerca dell'uomo dei suoi sogni. A causa della sua pessima capacità di scelta, incappa sempre in uomini dalle dubbie intenzioni che la tradiranno a manetta. Ciò è dovuto, almeno in parte, al suo petto alquanto prosperoso e ai suoi modi di fare, che la fanno sembrare "una facile". Dopo ogni delusione amorosa, tende a sfogare tutte le sue frustrazioni su Usa e Ritsu, che lei vede come due fastidiosi adolescenti in piena fase amorosa.
Sayaka Watanabe (渡辺 彩花?, Watanabe Sayaka)
Doppiata da: Hisako Kanemoto
Una studentessa universitaria apparentemente dolce e innocente, che in realtà ama procurare problemi agli altri, prendersi gioco dei suoi spasimanti e stuzzicare spesso Mayumi. Più tardi si scopre essere un'appassionata di manga yaoi.
Sumiko (住子?)
Doppiata da: Sanae Kobayashi
La direttrice del dormitorio Kawai e la sorella del nonno di Ritsu. È una signora di età avanzata, molto gentile e simpatica con tutti i membri della pensione, che quando si arrabbia è temuta da tutti i coinquilini e si fa sempre rispettare. In alcune occasioni cercherà anche di aiutare Usa nella sua impresa di avvicinarsi a Ritsu.

### Altri personaggi
Chinatsu (千夏?)
Doppiata da: Ai Shimizu
Una studentessa delle scuole elementari che si affeziona agli abitanti del dormitorio Kawai dopo che Shirosaki le ritrova il portafoglio. Quando incontra Shiro, sta passando una situazione difficile con le sue amiche. Ha infatti risposto male ad una sua amica, facendola diventare triste e guadagnandosi punti a sfavore verso le altre ragazzine. Ama il budino e, secondo il punto di vista di Shirosaki, ha tutte le carte in regola per diventare una sadica.
Tagami (田神?)
Doppiato da: Junsuke Sakai
Un amico di scuola di Kazunari. Si prende una cotta per Mayumi dopo averla vista sul posto di lavoro di Kazunari.
Yamamoto (山本?) / Hōjō (北条?)
Doppiato da: Hikaru Midorikawa
Uno dei primi dipendenti che Kazunari incontra al suo lavoro part-time estivo. È un tipo molto strano che usa delle notazioni liriche ed esplicative per enfatizzare le sue parole. Il suo vero nome è Hōjō, mentre Yamamoto è quello che usa sul posto di lavoro.
Kurokawa (黒川?)
Doppiato da: Takashi Kondō
Uno dei primi dipendenti che Kazunari incontra al suo lavoro part-time estivo.
Hayashi (林?)
Doppiata da: Manami Numakura
Una compagna di classe di Kazunari ai tempi delle scuole medie. Era un'appassionata dell'occulto ed è stato a causa sua se Kazunari ha ricevuto uno strano soprannome. Dopo essere entrata al liceo, ha messo da parte la sua passione per l'occulto ed ha cambiato il suo aspetto per apparire più femminile e alla moda. Quando rincontra Kazunari sul suo posto di lavoro, accompagnata dai suoi nuovi amici, tenta di scaricare il suo passato bizzarro su Kazunari per far sembrare come se lui fosse stato quello strano.
Miharu Tsuneda (常田 美晴?, Tsuneda Miharu)
Doppiata da: Ayaka Suwa
Un'ex-compagna di classe di Sayaka dei tempi delle medie. È a conoscenza di tutto ciò che Sayaka non vuole far sapere del suo passato e proprio per questo viene sfruttata da Usa e Mayumi per scoprire i suoi punti deboli.

## Media

### Manga
Il manga, scritto e disegnato da Ruri Miyahara, è stato serializzato sulla rivista Young King OURs di Shōnen Gahōsha tra il 30 aprile 2010 e il 28 dicembre 2018. I vari capitoli sono stati raccolti in undici volumi tankōbon, pubblicati tra il 30 maggio 2011 e il 30 luglio 2018. In Italia la serie è stata annunciata da Flashbook al Napoli Comicon 2014 e pubblicata dall'8 novembre 2014 al 22 marzo 2019. Una mini serie spin-off è stata serializzata sempre su Young King OURs tra il 28 febbraio 2018 e il 30 maggio 2018.

#### Volumi
| Nº | Data di prima pubblicazione | Data di prima pubblicazione | Data di prima pubblicazione | Data di prima pubblicazione |
| Nº | Giapponese                  | Giapponese                  | Italiano                    | Italiano                    |
| -- | --------------------------- | --------------------------- | --------------------------- | --------------------------- |
| 1  | 30 maggio 2011              | ISBN 978-4-7859-3631-0      | 8 novembre 2014             | ISBN 978-88-6169-481-1      |
| 2  | 30 gennaio 2012             | ISBN 978-4-7859-3777-5      | 7 febbraio 2015             | ISBN 978-88-6169-495-8      |
| 3  | 30 agosto 2012              | ISBN 978-4-7859-3909-0      | 18 aprile 2015              | ISBN 978-88-6169-511-5      |
| 4  | 30 maggio 2013              | ISBN 978-4-7859-5057-6      | 8 agosto 2015               | ISBN 978-88-6169-525-2      |
| 5  | 26 marzo 2014               | ISBN 978-4-7859-5251-8      | 19 ottobre 2015             | ISBN 978-88-6169-549-8      |
| 6  | 29 novembre 2014            | ISBN 978-4-7859-5435-2      | 25 gennaio 2016             | ISBN 978-88-6169-560-3      |
| 7  | 30 settembre 2015           | ISBN 978-4-7859-5435-2      | 31 marzo 2016               | ISBN 978-88-6169-569-6      |
| 8  | 30 maggio 2016              | ISBN 978-4-7859-5789-6      | 3 ottobre 2016              | ISBN 978-88-6169-595-5      |
| 9  | 28 aprile 2017              | ISBN 978-4-7859-6006-3      | 16 ottobre 2017             | ISBN 978-88-6169-617-4      |
| 10 | 30 giugno 2018              | ISBN 978-4-7859-6235-7      | 30 novembre 2018            | ISBN 978-88-6169-653-2      |
| 11 | 30 luglio 2018              | ISBN 978-4-7859-6257-9      | 22 marzo 2019               | ISBN 978-88-6169-665-5      |

### Anime
Un adattamento anime, prodotto da Brain's Base e diretto da Shigeyuki Miya, è andato in onda dal 3 aprile al 19 giugno 2014. Le sigle di apertura e chiusura sono rispettivamente Itsuka no, iku tsuka no kimi to no sekai (いつかの、いくつかのきみとのせかい?) dei Fhána e My Sweet Shelter delle doppiatrici Kana Hanazawa, Rina Satō e Hisako Kanemoto. In America del Nord i diritti di distribuzione digitale e home video sono stati acquistati da Sentai Filmworks; in particolare, negli Stati Uniti e in Canada gli episodi sono stati trasmessi in streaming in simulcast da Crunchyroll. Un episodio OAV è stato incluso nel settimo volume BD/DVD dell'edizione home video della serie, pubblicato il 30 gennaio 2015.

#### Episodi
| Nº  | Titolo italiano (traduzione letterale) Giapponese 「Kanji」 - Rōmaji        | In onda         | In onda |
| Nº  | Titolo italiano (traduzione letterale) Giapponese 「Kanji」 - Rōmaji        | Giapponese      |         |
| 1   | Ad esempio 「たとえば」 - Tatoeba                                           | 3 aprile 2014   |         |
| 2   | Lo è? 「これって」 - Kore tte                                               | 10 aprile 2014  |         |
| 3   | Perché 「どうして」 - Dōshite                                               | 17 aprile 2014  |         |
| 4   | Per il momento 「とりあえず」 - Toriaezu                                    | 24 aprile 2014  |         |
| 5   | E infatti 「やっぱり」 - Yappari                                            | 1º maggio 2014  |         |
| 6   | Per caso 「もしかして」 - Moshikashite                                      | 8 maggio 2014   |         |
| 7   | Consigliato 「おすすめの」 - Osusume no                                     | 15 maggio 2014  |         |
| 8   | Felice 「うれしぬ」 - Ureshinu                                              | 22 maggio 2014  |         |
| 9   | Proibito 「禁断の」 - Kindan no                                             | 29 maggio 2014  |         |
| 10  | Potresti ignorarle 「ほっとけばいいのに」 - Hottokeba ii no ni              | 5 giugno 2014   |         |
| 11  | Dice di non avere amici 「友達なんかいないって」 - Tomodachi nanka inai tte | 12 giugno 2014  |         |
| 12  | Vorrei avvicinarmi a lei 「近づきたくて」 - Chikazukitakute                 | 19 giugno 2014  |         |
| OAV |                                                                             |                 |         |
| 13  | Prima volta 「初めての」 - Hajimete no                                      | 30 gennaio 2015 |         |